# Evangelischer Stadtfriedhof St. Peter

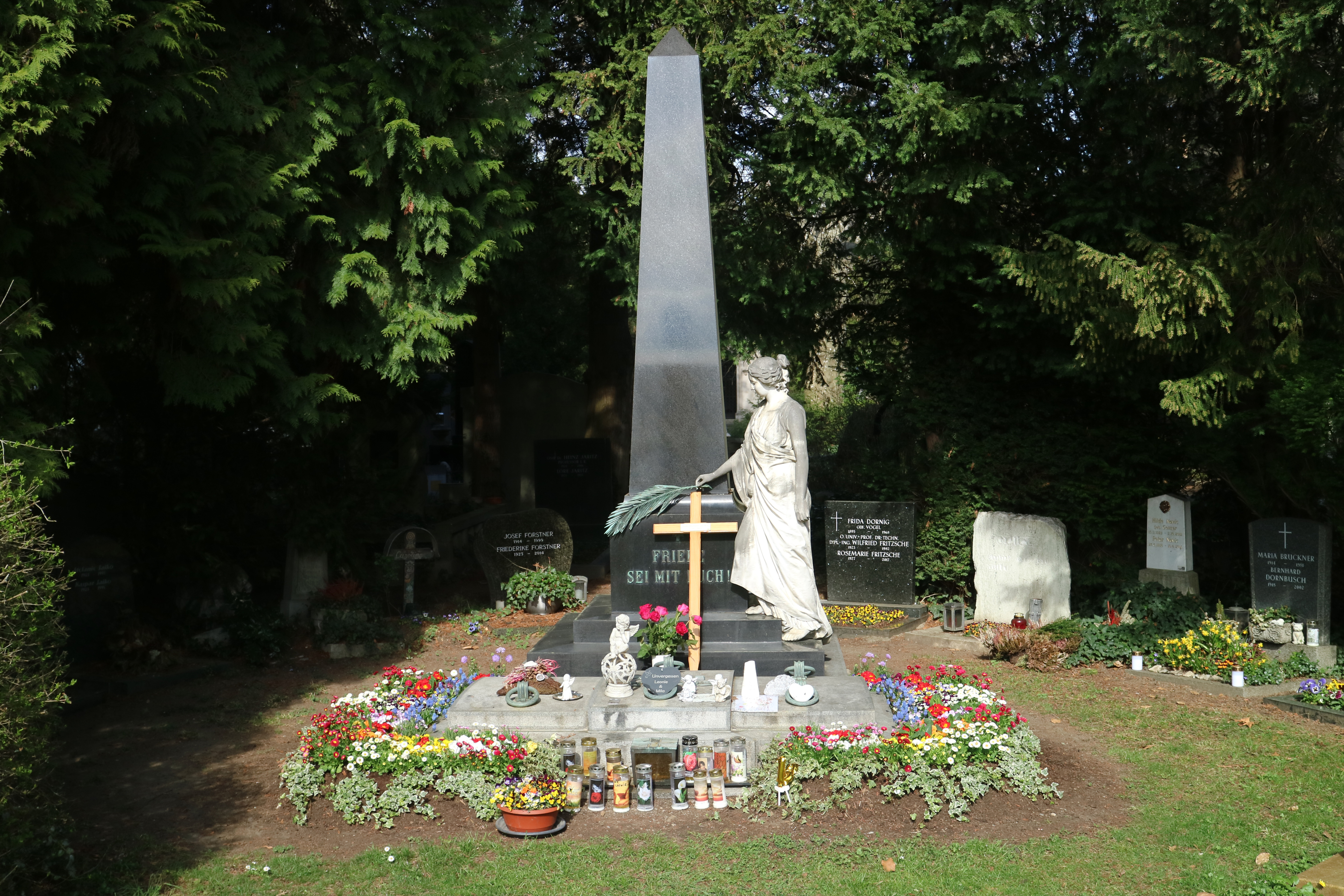
Grab-Obelisk nahe dem Eingang

Der Evangelische Stadtfriedhof St. Peter ist ein evangelischer Friedhof in der steirischen Landeshauptstadt Graz. Der Wald- und Parkfriedhof ist mit rund 4000 Grabstellen der größte evangelische Friedhof der Stadt. Zahlreiche Persönlichkeiten aus Wirtschaft, Wissenschaft, Kunst und Kultur fanden und finden auf ihm ihre letzte Ruhestätte. Er schließt unmittelbar nordwestlich an den katholischen Stadtfriedhof St. Peter an. Der Ausdruck St. Peter Stadtfriedhof wird oft zusammenfassend für beide Friedhöfe verwendet und dient der Unterscheidung zum Ortsfriedhof St. Peter.

## Lage und Umgebung

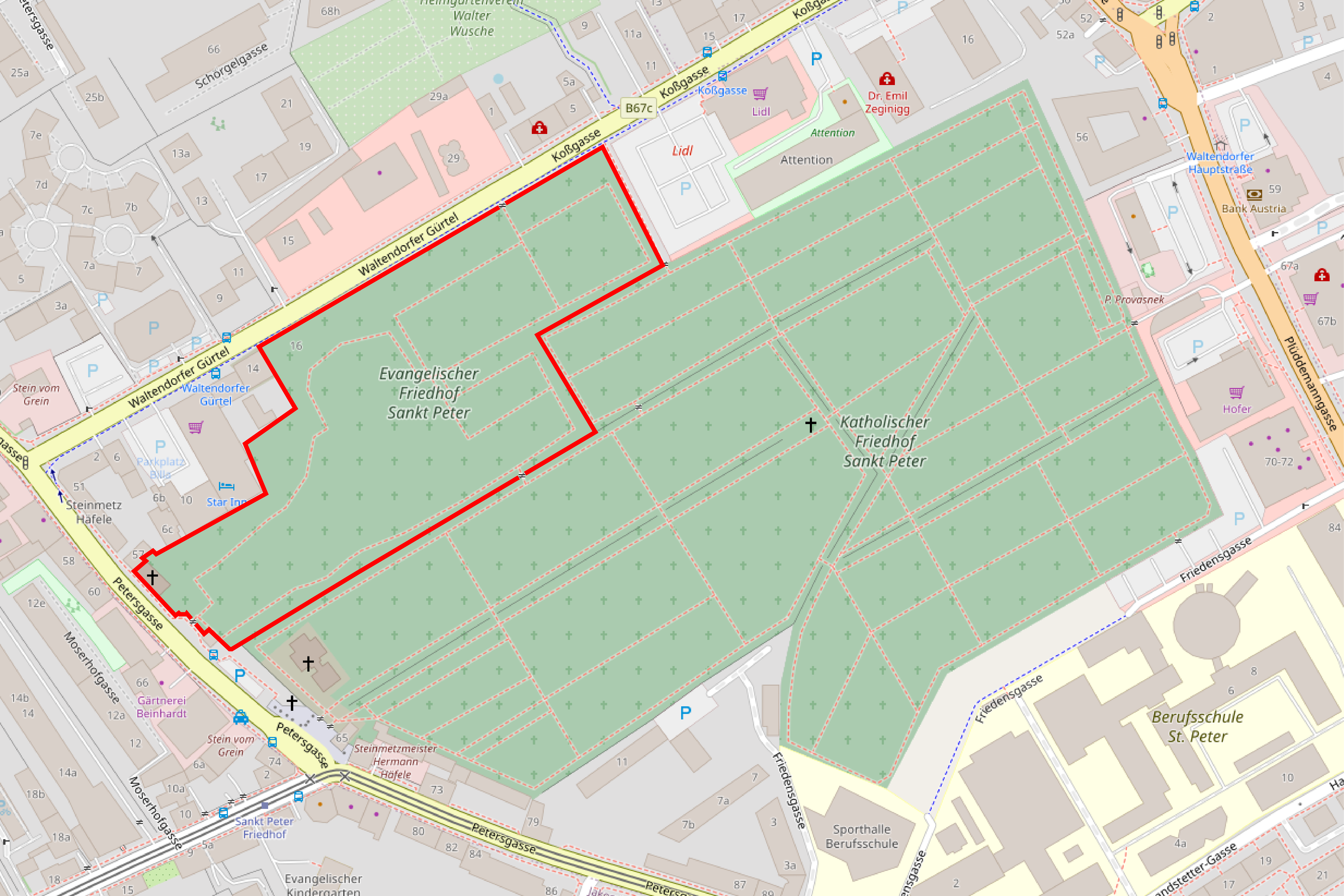
Lageplan (OSM)

Anders als sein heutiger Name vermuten lässt, befindet sich der St. Peter Stadtfriedhof nicht im achten Stadtbezirk St. Peter, sondern im Süden des zweiten Bezirks St. Leonhard. Das von Mauern eingefasste, 2,6 Hektar einnehmende Friedhofsgelände wird an zwei Seiten von wichtigen Straßenzügen begleitet, im Südosten besteht ein Durchgang zum viereinhalbmal so großen katholischen Stadtfriedhof. Der Haupteingang mit der modernen Auferstehungskapelle befindet sich in der Petersgasse, ein weiterer Eingang am Waltendorfer Gürtel. In der dicht verbauten Umgebung stellt der evangelische Friedhof eine „Grünoase“ dar.
Der Friedhof ist über Moserhofgasse, Petersgasse und Waltendorfer Gürtel mit öffentlichen Verkehrsmitteln, genauer gesagt, mit den Graz Linien 6 (sonn- und feiertags 26) und 64 sowie drei verschiedenen Regionalbuslinien zu erreichen.

## Geschichte

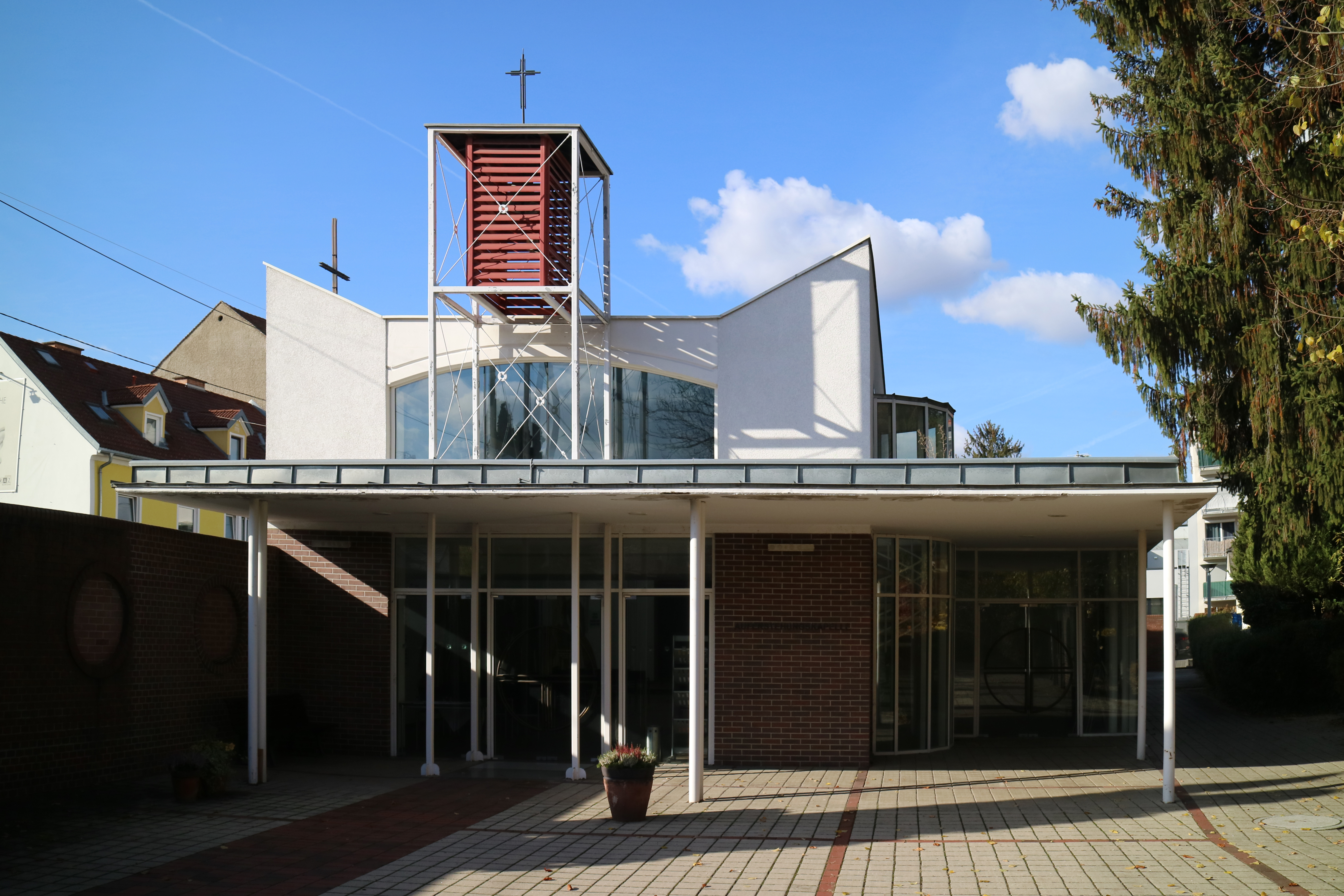
Auferstehungskapelle

Das 1855 zwischen Kaiser Franz Joseph I. und dem Heiligen Stuhl geschlossene Konkordat erschwerte Begräbnisse von Bürgern evangelischen Glaubens auf katholischen Friedhöfen, woraufhin die evangelische Kirche eigene Friedhofsflächen anlegen musste. Nach Spendensammlung und Herausgabe einer 690 Seiten starken Anthologie des Dichters Karl von Holtei konnte der Friedhof als romantischer Landschaftspark mit Pfaden und Baumgruppen fertiggestellt und am 26. Oktober 1856 eingeweiht werden. Der 25-jährige Schriftsetzer Friedrich Wilhelm Lemon, der auf Wanderschaft der Lungensucht erlegen war, wurde am 21. August 1857 als erste Person auf dem neuen Friedhof bestattet. Sein Onkel Albert Schildknecht, Buchhändler in Stockholm, spendete dem Steiermärkischen Buchdruckerverein aus Dankbarkeit für die freundliche Aufnahme seines Neffen jahrelang namhafte Geldbeträge. Lemons Grabstätte musste später einer Familiengruft weichen, in der seine Gebeine beigesetzt wurden. Eine Senkgrube auf dem Friedhofsgelände führte 1865 zur Verunreinigung mehrerer Hausbrunnen, was Anrainerbeschwerden und ein medizinisches Gutachten zur Folge hatte. Josef Andreas Janisch beschrieb den Friedhof 1878 in seinem Topographisch-statistischen Lexikon von Steiermark:

„Der ganze Friedhof gleicht einem von sandigen Wegen durchzogenen Garten, dessen Rasen mit blühenden Sträuchern, Bäumen, düstern Cypressen und Trauerweiden bedeckt ist. Das symmetrische Arrangement der Friedensstätte ist äußerst gelungen und übt auf den Besucher und ein gedrücktes Gemüth eine wohlthuende Wirkung aus.“

In den Jahren 2001 und 2002 wurde die von Werner Hollomey gestaltete Auferstehungskapelle samt Aufbahrungshalle errichtet. Im Kappelleninneren befindet sich eine moderne Darstellung des mittelalterlichen Motivs des Totentanzes von Maler Gerald Brettschuh.

## Architektur

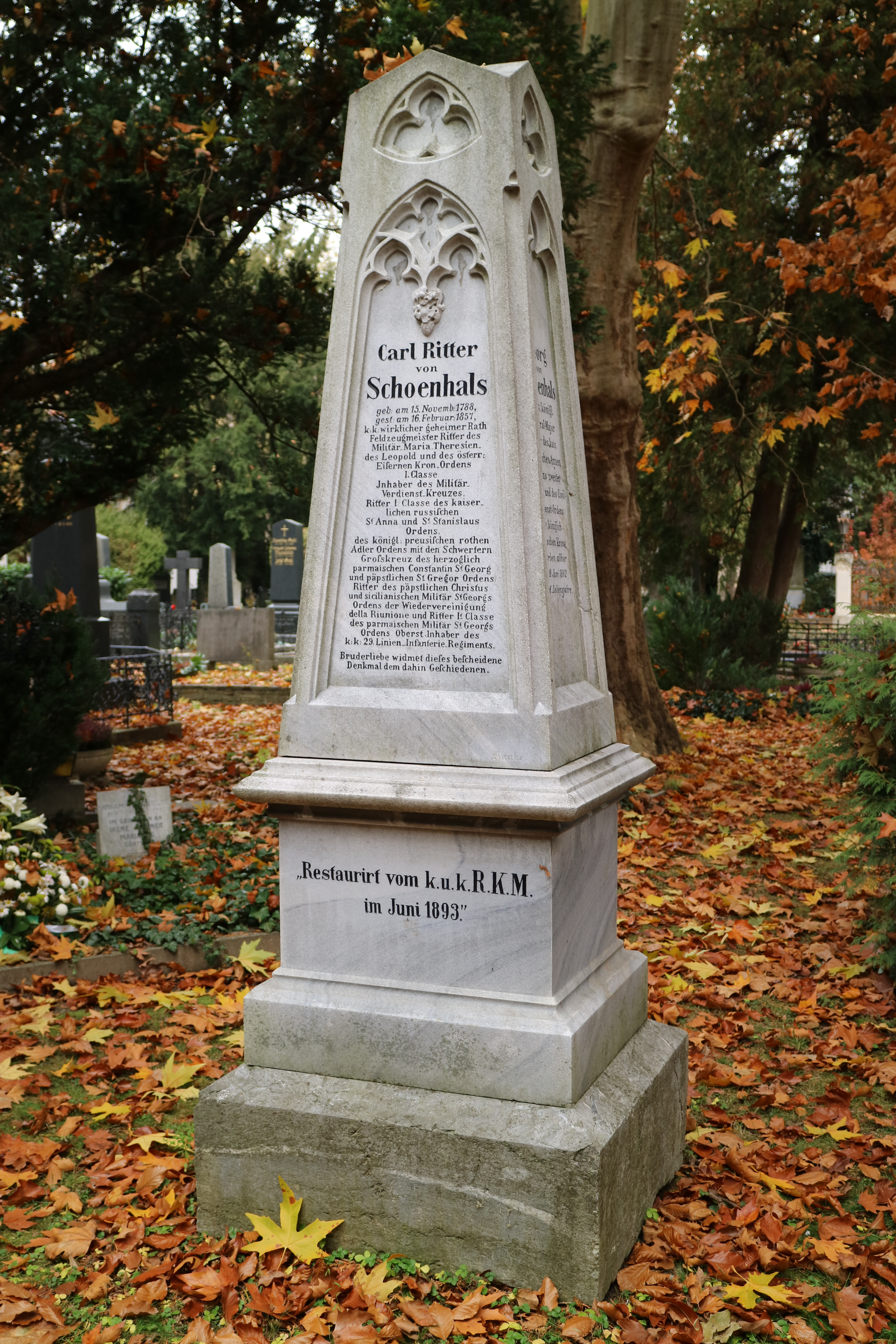
Obelisk Schönhals (1857)

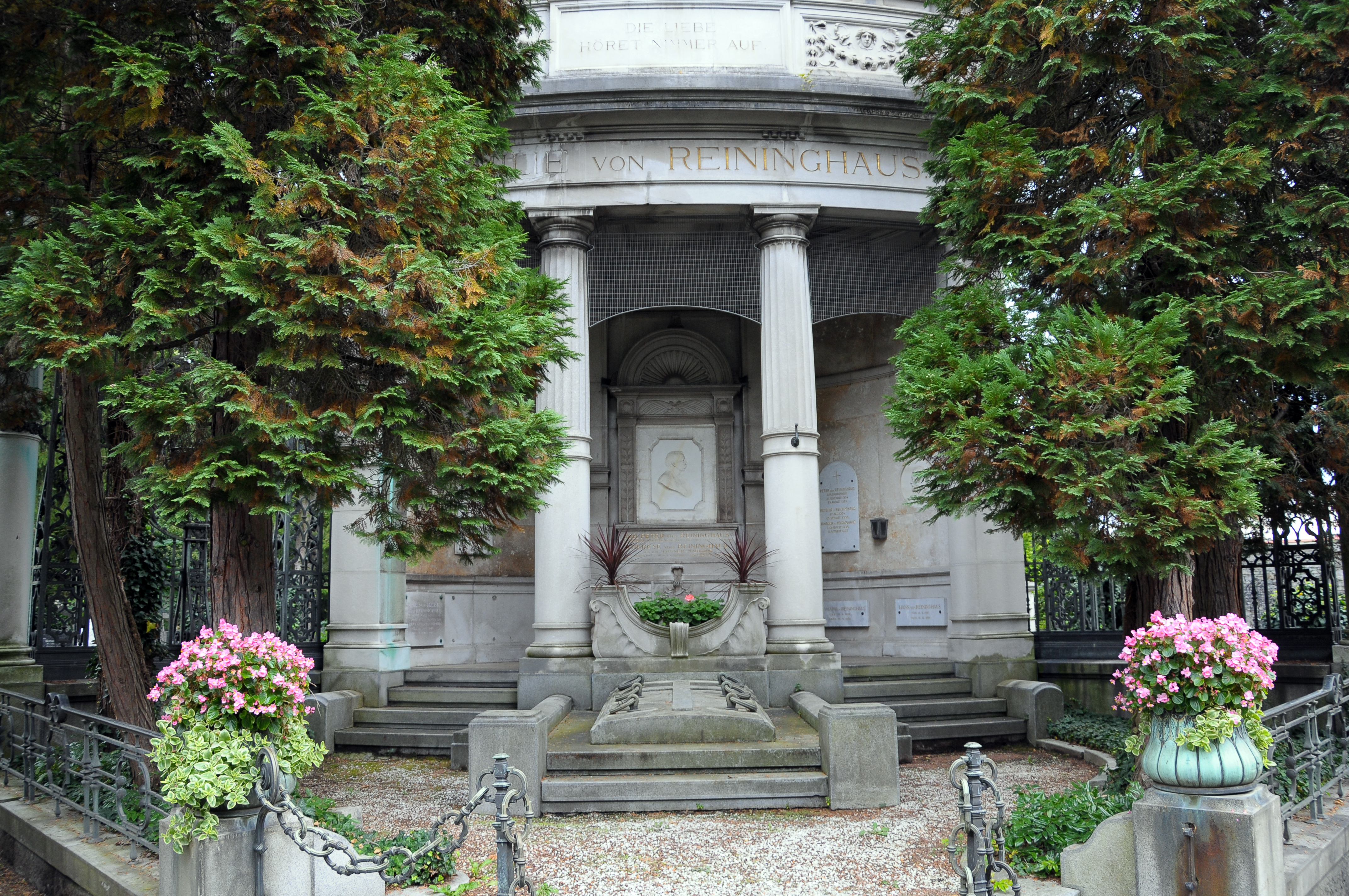
Grabkapelle Reininghaus (1901)

Wie auch auf dem katholischen bestehen auf dem evangelischen St. Peter Stadtfriedhof einige architektonisch und kunsthistorisch bedeutende Grabdenkmale. Im Gegensatz zum katholischen Friedhof liegt ein Großteil dieser Grabstätten jedoch nicht an der Friedhofsmauer, sondern dem Parkcharakter entsprechend, in der Geländemitte. Eines der ältesten Objekte ist ein
gotisch ornamentierter Obelisk für den 1857 verstorbenen Feldzeugmeister und Militärschriftsteller Karl von Schönhals, der bereits 1893 erstmals restauriert wurde.
Die wichtigsten Gedenkstätten gehen auf die Jahre um 1900 zurück, so etwa die Grabkapelle des Bierbrauers Johann Peter von Reininghaus. Die monumentale Anlage von Friedrich Sigmundt mit Wandelgang und Säulen sowie einem Porträtrelief von Georg Winkler stellt friedhofsübergreifend das größte Grabmal von St. Peter dar. Wenige Meter südwestlich steht ein gotischer Kapellenbau mit Eckstrebepfeilern und Engelsstatuen, der dem 1862 verstorbenen jüngeren Bruder und Mitbegründer der Brauerei, Julius Reininghaus, gewidmet ist. Die Grabanlagen des späten Historismus bestehen vielfach aus Marmor, beispielsweise jene der Freiherren von Washington von Bildhauer Hans Brandstetter. Unter den figürlichen Darstellungen sind die von Arbeiterstatuen flankierte Rundbogennische mit Marmorbüste des Industriellen Friedrich August Lapp sowie das Grab des Fabrikanten und Kurators der evangelischen Gemeinde, Heinrich Cless († 1910), mit Büste und Arbeiterfigur besonders bemerkenswert. Ansonsten überwiegen wie auf dem katholischen Friedhof weibliche Trauer- und Klagefiguren.

## Flora

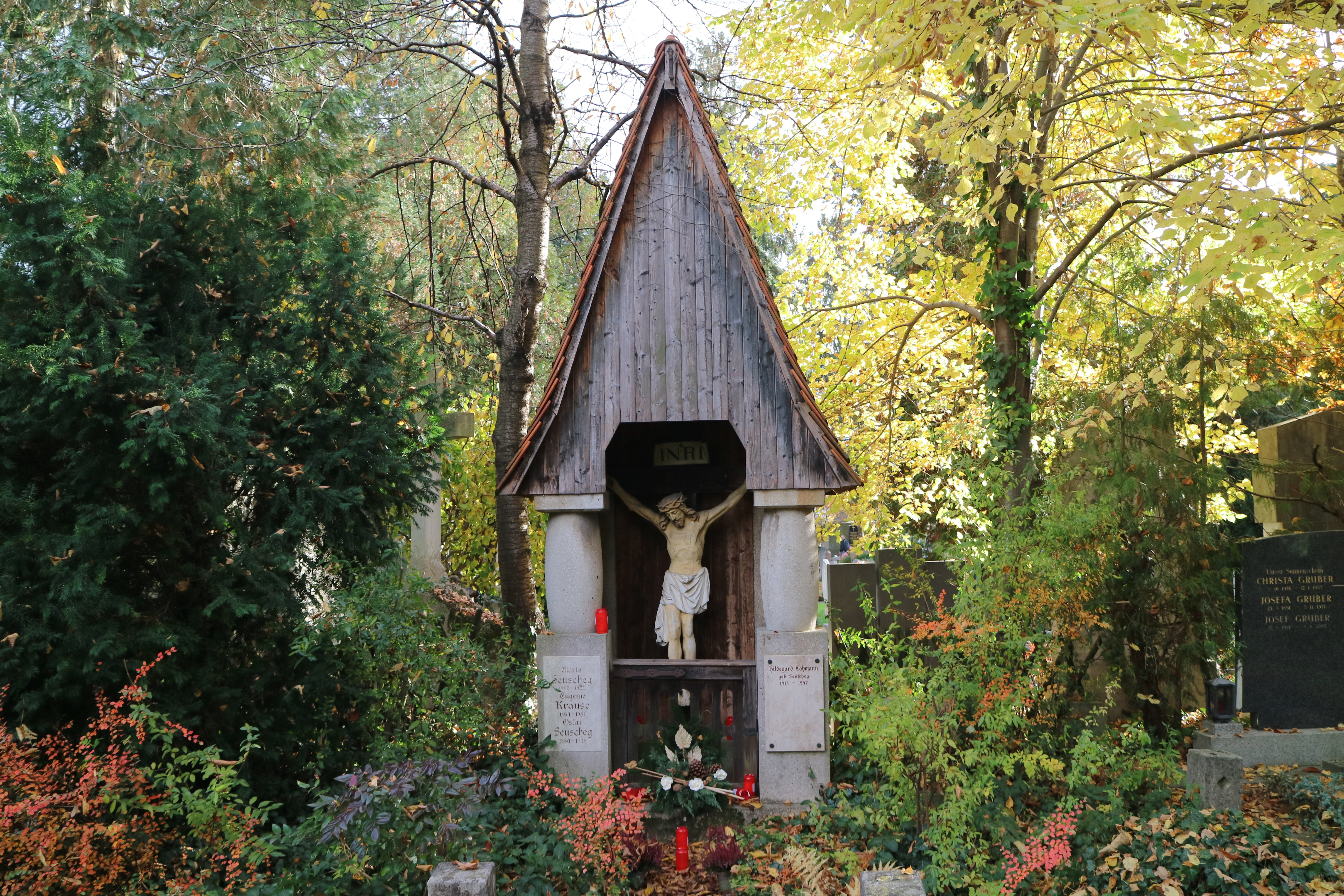
Ausgeprägte Vegetationsschichtung

Der evangelische St. Peter Stadtfriedhof unterscheidet sich in seiner Charakteristik deutlich vom direkt angrenzenden katholischen Friedhofsteil. Als Parkanlage verfügt er über eine ausgeprägte Baumschicht, die vor allem von Fichten, Thujen und Zypressen bestimmt wird. Die unregelmäßige Anordnung der Bäume sorgt sowohl für schattenarme als auch schattenreiche, fast waldartige Abschnitte mit dichtem Kronendach. Aufgrund der vielfach naturnahen, nicht asphaltierten Pfade weist der Friedhof einen relativ geringen Versiegelungsgrad auf. Im Vergleich zu anderen Grazer Grünflächen ist der Friedhof durch geringe Hemerobiewerte gekennzeichnet und gilt daher als Bereicherung im Grünraumangebot der Stadt. Mit seiner Nähe zum Grüngürtel (Eustacchiogründe, Ruckerlberg) ist er als vorgelagerter Lebensraum für viele Arten von ökologischer Bedeutung.
Eine floristische Bestandsaufnahme in den Jahren 1993 und 1994 ergab für beide Friedhöfe zusammen 336 Pflanzenarten. 226 davon wurden allein auf dem evangelischen Teil gezählt. Mit 666 Exemplaren wies der evangelische Friedhof zum Zeitpunkt der Erhebung eine fünfmal höhere Baumdichte als sein katholischer Gegenpart auf. Insgesamt dominieren Halblichtpflanzen, Mäßigwärme- und Frischezeiger, 37 Prozent der Arten waren Zierpflanzen und Neophyten. In Bezug auf die Lebensform überwogen mit 38 Prozent Hemikryptophyten, gefolgt von Therophyten mit 16 Prozent. 14 Arten waren als gefährdet eingestuft, die meisten davon allerdings als Zierpflanzen kultiviert. Zu den bedeutendsten Lebensräumen gehören Scherrasen mit anspruchslosen Arten wie Löwenzahn, Rispengras, Rotklee und Spitzwegerich sowie die Friedhofsmauer mit Efeu, Mauerraute, Schwarzstieligem Streifenfarn, Wildem Wein und Zimbelkraut. Die beiden wichtigen Bienentrachtpflanzen Efeu und Königskerze kommen sowohl spontan als auch als Grabschmuck vor.

## Bestattungen
- Hans Adametz (1896–1966), Keramiker, Bildhauer und Kunsterzieher
- Franz Josef Attems-Petzenstein (1914–2003), Generalmajor
- Hermann Beitzke (1875–1953), Mediziner und Tuberkuloseforscher
- Ferdinand Bilger (1875–1949), Historiker
- Ferdinand Bilger junior (1903–1961), Chemiker und Maler
- Heinz Birthelmer (1884–1940), Gutsbesitzer, Generaldirektor und Politiker
- Dora Boerner-Patzelt (1891–1974), Medizinerin, Histologin
- Ludwig Böhmig (1858–1948), Zoologe und Hochschullehrer
- Emil Breisach (1923–2015), Schriftsteller, Rundfunkintendant und Kulturmanager
- Norbertine Bresslern-Roth (1891–1978), Malerin und Grafikerin
- Erna Diez (1913–2001), klassische Archäologin
- Max de Crinis (1889–1945), Psychiater und Neurologe
- Otto Cuntz (1865–1932), Althistoriker
- Ernst von Dombrowski (1862–1917), Jäger und Schriftsteller
- Ferdinand Eger (1868–1948), Jurist und Politiker
- Hermann Egger (1873–1949), Kunsthistoriker
- Ferdinand Eichler (1863–1945), Bibliothekswissenschaftler und Hochschullehrer
- Friedrich Emich (1860–1940), Mikrochemiker
- Wilhelm Erben (1864–1933), Historiker und Diplomatiker
- Adolf Finze (1833–1905), Unternehmer
- Helmut Flügel (1924–2017), Geologe und Paläontologe
- Albert Geutebrück (1801–1868), Architekt
- Dieter Gogg (1938–2000), Kabarettist, Komponist und Schriftsteller
- Hermann Grengg (1891–1978), Wasserbauingenieur und Hochschullehrer
- Julius Grevenberg (1863–1927), Theaterschauspieler und Direktor
- Helmut Gugel (1942–1972), Altphilologe
- Wilhelm Gurlitt (1844–1905), klassischer Archäologe
- Karl Hafner (1875–1945), Archivar und Historiker
- Fritz Haas (1890–1968), Architekt
- Helene Haluschka (1892–1974), Schriftstellerin
- Alexander von Hartenau (1857–1893), Fürst von Bulgarien, 1898 ins Battenberg-Mausoleum nach Sofia umgebettet
- Franz Held (1852–1932), Politiker und Lehrer
- Rudolf Hoernes (1850–1912), Geologe und Paläontologe[11]
- Robert Hohlbaum (1886–1955), Schriftsteller und Dramatiker
- Gustav Franz Hüttig (1890–1957), Chemiker und Hochschullehrer
- Friedrich Jäckel (1876–1960), Architekt und Hochschullehrer
- Richard Kaan (1897–1969), Rechtsanwalt, Landesjägermeister und Landtagspräsident
- Werner Kindler (1895–1976), HNO-Arzt und Hochschullehrer
- Otto Kitzler (1834–1915), Dirigent und Cellist
- Heinz Kronasser (1913–1968), Indogermanist
- Antonie Kronser-Fournier (1809–1882), Theaterschauspielerin
- Karl von Kurz (1873–1946), Generalmajor
- Karl Lacher (1850–1908), Architekt und Kunstgewerbler
- Friedrich August Lapp (1848–1909), Industrieller
- Carl Lauzil (1842–1902), Architekt
- Anton Marussig (1868–1925), Maler und Illustrator
- Heinz Meixner (1908–1981), Mineraloge und Hochschullehrer
- Roderich Mojsisovics von Mojsvár (1877–1953), Dirigent und Komponist
- Paul Theodor Müller (1873–1919), Arzt und Hochschullehrer
- Heinrich Neukirch (1895–1936), Bauingenieur und Hochschullehrer
- Günther Oberdorfer (1899–1989), Elektrotechniker und Hochschullehrer
- Ludwig Oberzaucher (1881–1957), Banker und Politiker
- Paul Pachner (1870–1937), Marineoffizier und Konteradmiral („unbekannter Seemann“)
- Josef Papesch (1893–1968), Schriftsteller und Kulturpolitiker
- Max Pestemer (1908–1975), Chemiker
- Werner Pochath (1939–1993), Schauspieler
- Walter Pochlatko (1901–1986), Bildhauer und Schriftsteller
- Rudolf Polland (1876–1952), Dermatologe und Hochschullehrer
- August Pott (1806–1883), Kammermusiker, Geiger und Hofkapellmeister
- Aurelius Polzer (1848–1924), Dichter und Schriftsteller
- Konstantin Radaković (1884–1973), Philosoph und Soziologe
- Theodor Radaković (1895–1938), Mathematiker und Hochschullehrer
- Günter Matthias Rech (1932–1987), Theologe und Superintendent
- Carl Reininghaus (1857–1929), Großindustrieller und Kunstsammler
- Johann Peter von Reininghaus (1818–1901), Industrieller und Bierbrauer
- Friedrich Reinitzer (1857–1927), Botaniker, Chemiker und Hochschullehrer
- Thomas Ring (1892–1983), Astrologe, Maler und Dichter
- Franz Rogler (1921–1994), Maler und Plastiker
- Carl Rotky (1891–1977), Maler und Grafiker
- Paul Schmidtbauer (1892–1974), Maler, Radierer, Holzschnittkünstler, Lithograf und Zeichner
- Karl von Schönhals (1788–1857), Feldzeugmeister und Militärschriftsteller
- Alfred Schrötter von Kristelli (1851–1935), Maler und Kunsterzieher
- Hans Schrötter von Kristelli (1891–1965), Maler und Illustrator
- Adolf Smekal (1895–1959), Physiker
- Leopold Theyer (1851–1937), Architekt und Kunstgewerbler
- Franz Trenk (1899–1960), Industrie- und Landschaftsmaler
- George von Washington (1856–1929), k. k. Rittmeister
- Maximilian Emanuel von Washington (1829–1903), Landwirt und Politiker
- Heinrich Weidt (1824–1901), Komponist und k. k. Hofkapellmeister
- Ferdinand Weinhandl (1896–1973), Philosoph, Psychologe und Hochschullehrer
- Margarete Weinhandl (1880–1975), Schriftstellerin, Lyrikerin und Lehrerin
- Johann Weitzer (1832–1902), Industrieller
- Franz Wolkinger (1936–2017), Biologe und Naturschützer
- Irmgard Wurmbrand (1906–1988), Schriftstellerin und Drehbuchautorin
- Karl von Zeisberg (1789–1863), Feldmarschallleutnant
- Theobald von Zollikofer (1828–1862), Geologe